# Communauté de communes du Pays de Bâgé
Die Communauté de communes du Pays de Bâgé ist ein ehemaliger französischer Gemeindeverband mit Rechtsform einer Communauté de communes im Département Ain, dessen Verwaltungssitz sich in dem Ort Bâgé-le-Châtel befand.
Der Gemeindeverband bestand aus neun Gemeinden und zählte 14.544 Einwohner (Stand 2013) auf einer Fläche von 113,1 km2. Er lag wenige Kilometer östlich von Mâcon am Rand der Landschaft Bresse und bestand seit dem Jahreswechsel 1997/98. Präsident des Gemeindeverbandes war zuletzt Guy Billoudet.

## Aufgaben
Zu den vorgeschriebenen Kompetenzen gehörten die Entwicklung und Förderung wirtschaftlicher Aktivitäten und des Tourismus sowie die Raumplanung auf Basis eines Schéma de Cohérence Territoriale. Der Gemeindeverband betrieb die Straßenmeisterei und nahm die Verantwortung für die Hausmüllentsorgung wahr als Mitglied von Organom, einem übergeordneten, im Arrondissement Bourg-en-Bresse aktiven Zweckverband. Zusätzlich unterhielt der Verband sämtliche Sporteinrichtungen auf seinem Gebiet.

## Historische Entwicklung
Der Gemeindeverband wurde mit Wirkung vom 1. Januar 2017 mit der Communauté de communes du Canton de Pont de Vaux zur Nachfolgeorganisation Communauté de communes du Pays de Bâgé et de Pont-de-Vaux fusioniert.

## Ehemalige Mitgliedsgemeinden
Folgende neun Gemeinden gehörten der Communauté de communes du Pays de Bâgé an: Asnières-sur-Saône, Bâgé-la-Ville, Bâgé-le-Châtel, Dommartin, Feillens, Manziat, Replonges, Saint-André-de-Bâgé und Vésines.